# 扬·斯托扬
扬·斯托扬（羅馬尼亞語：Ion Stoian；1927年11月28日—），罗马尼亚共产党中央政治执行委员会候补委员、中央书记处书记、中央对外联络和国际经济合作部部长，罗马尼亚外交部部长。

## 生平
1927年，出生于罗马尼亚普拉霍瓦县泰莱加乡。
1945年，入党。
1949年，就读于劳动学院。
1955年，在国际关系学院、罗共中央“斯特凡·乔治乌”高级党校学习，获经济学博士学位。
1959年，任罗共中央宣传部指导员、布加勒斯特市红旗格里维察区区长、罗共中央宣传部副部长。
1965年，任罗共中央科学文化部部长。7月，罗共九大，为罗共中央委员会候补委员。
1968年，任“斯特凡·乔治乌”政治学院院长。
1969年，罗共十大，落选，未进入中央委员会。
1971年，任罗马尼亚社会主义共和国驻阿尔巴尼亚社会主义人民共和国特命全权大使。
1978年，任罗共中央组织部副部长。
1979年，任罗共康斯坦察县委员会第一书记兼康斯坦察县人民委员会执行委员会主席。11月，罗共十二大，为罗共中央委员、中央政治执行委员会候补委员。
1983年，任罗马尼亚共产党中央书记处书记兼党中央对外联络和国际经济合作部部长。
1984年，罗共十三大，仍为罗共中央政治执委会候补执委、书记处书记。
1989年，改任罗马尼亚社会主义共和国外交部长。12月，罗马尼亚革命，被捕入狱。
1991年，被释放。
1992年，再次入狱，判处有期徒刑14年。
1994年，被总统赦免。